# Museu Arqueològic d'Efes

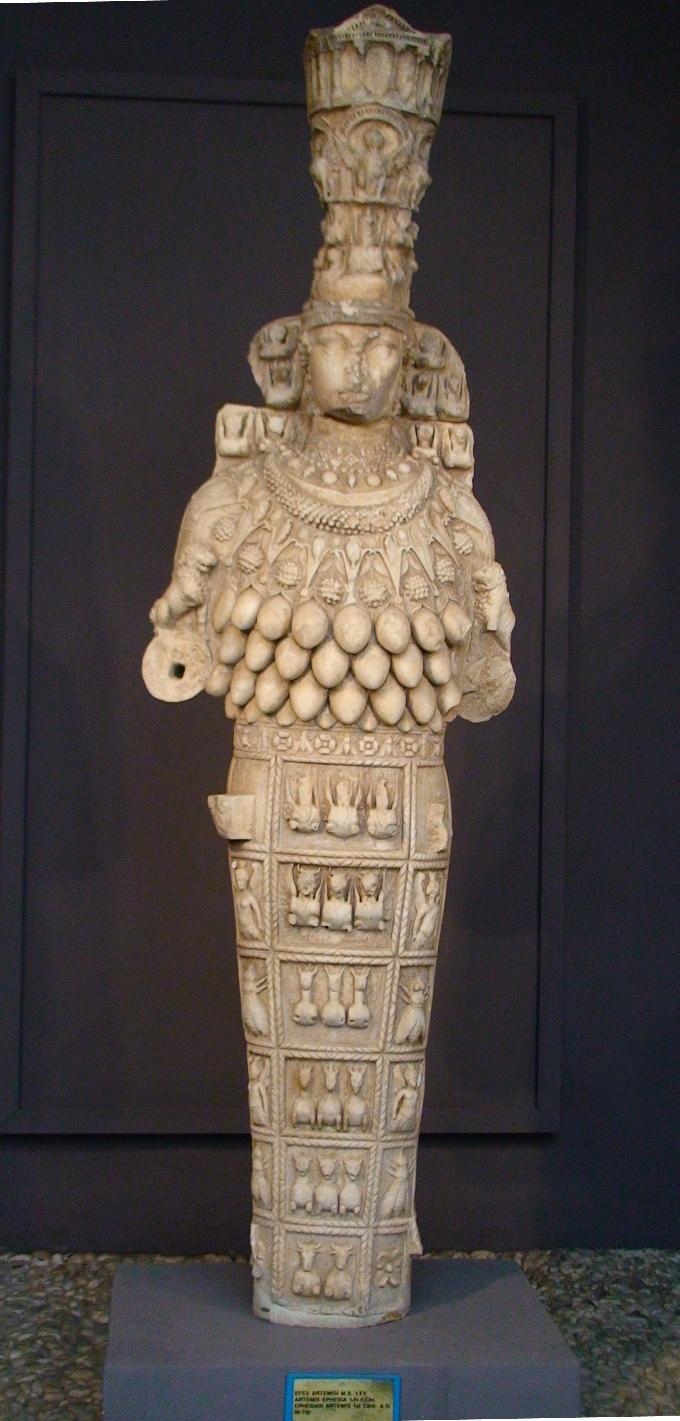
L'Àrtemis d'Efes

El Museu Arqueològic d'Efes (en turc Efes Müzesi) és un museu arqueològic situat a Selçuk, prop d'Esmirna, Turquia. Alberga troballes arqueològiques principalment de l'excavació del proper jaciment d'Efes, però també d'altres llocs com la basílica de Sant Joan d'Efes o del mausoleu de Belevi, o peces etnogràfiques.

## Història
Ja al 1929 es creà un dipòsit d'antiguitats a Selçuk, que en seria la base del futur museu, i s'obriria al públic el 1964, i més tard, amb una ampliació, el 1976.

## Col·leccions
Els fons del museu inclouen prop de 50.000 objectes que abasten des del quart mil·lenni ae fins a l'època moderna, i l'antiguitat clàssica i el període medieval en són els millor representats.
El museu es divideix en dos departaments, un dedicat a arqueologia i l'altre a etnografia. La part etnogràfica es reorganitzà al 1995, després de la restauració d'un hamman turc (Saadet-Hatun-Hamam) a la part occidental del museu de Selçuk el 1972.
Una de les seues obres més coneguda és l'estàtua d'Àrtemis recuperada del temple de la dea a Efes.

## Altres museus sobre Efes
Entre els museus que també tenen una col·lecció important d'objectes d'Efes hi ha el Museu Efes de Viena, el Museu Arqueològic d'Istanbul, el Museu Arqueològic d'Esmirna i el Museu Britànic a Londres.